# Leili Pärnpuu
Leili Pärnpuu (beim Weltschachbund FIDE Leili Piarnpuu; * 31. Januar 1950 in Haapsalu; † 5. Februar 2022) war eine estnische Schachspielerin. Sie trug seit 1990 den Titel Internationaler Meister der Frauen (WIM).

## Leben
Beruflich arbeitete Leili Pärnpuu bis 1999 als führende Spezialistin in der Analyseabteilung der Grenzpolizei der Präfektur Nord.

## Erfolge
Die Fraueneinzelmeisterschaft der Estnischen Sozialistischen Sowjetrepublik konnte sie fünf Mal gewinnen: 1975 in Pärnu, 1979 in Tartu, 1980 in Tallinn, 1986 in Tartu und 1990.
Mit der estnischen Frauennationalmannschaft nahm sie von 1994 bis 2010 an allen neun Schacholympiaden teil mit einem positiven Gesamtergebnis von 46,5 Punkten aus 84 Partien, wobei sie 2002 in Bled eine individuelle Silbermedaille für ihr Ergebnis von 9,5 Punkten aus 13 Partien am zweiten Brett erhielt. Die Goldmedaille ging an die für Jugoslawien spielende Swetlana Prudnikowa. Vereinsschach spielte Leili Pärnpuu in Estland für den Tallinner Verein Kadrioru MK. Sie spielte auch in finnischen Ligen.
Ihre letzte Elo-Zahl im Februar 2022 betrug 2032. Sie hätte damit auf dem achten Platz der estnischen Elo-Rangliste der Frauen gelegen, wurde jedoch als inaktiv gewertet, da sie seit der estnischen Mannschaftsmeisterschaft 2015 keine Elo-gewertete Partie mehr gespielt hatte. Ihre höchste Elo-Zahl war 2290 im Januar 1998.